# Kal So-won
Dans ce nom coréen, le nom de famille, Kal, précède le nom personnel.
Kal So-won (coréen : 갈소원) née le 12 août 2006 à Séoul, est une actrice sud-coréenne.

## Biographie

### Jeunesse et formation
Née à Séoul, Elle est la petite-fille d'un célèbre écrivain il s'appelle Jo Eun-il.
Elle réside actuellement sur l'île de Jeju et fréquente l'école secondaire.

### Carrière professionnelle
En 2012, elle fait ses premiers pas dans la série Take Care of Us, Captain sur SBS TV.
En 2014, le film Miracle in Cell No. 7 de Lee Hwan-kyung (en) est sa premier succès, pour lequel elle est nommée « Meilleure nouvelle actrice » au Baeksang Arts Awards dans la même année.
En février 2014, elle signe un contrat exclusif avec YG Entertainment et dîner avec Big Bang, 2NE1, Cha Seung-won et Yoo In-na.

## Filmographie

### Cinéma
- 2012 : L'Ivresse de l'argent : Ri-ni
- 2013 : Miracle in Cell No. 7 : Ye-seung (jeune)
- 2013 : La Vallée d'émeraude : Narrateur (doublage)

### Télévision
- 2013 : The Secret of Birth : Hong Hae-deum
- 2013 : Medical Top Team : Eun Ba-wi
- 2016 : Doctor Crush : Hye-jeong (jeune)
- 2016 : Legend of the Blue Sea : Se-hwa (jeune)
- 2018 : A Korean Odyssey : Jin Seon-mi (jeune)